# Johan Hofverberg

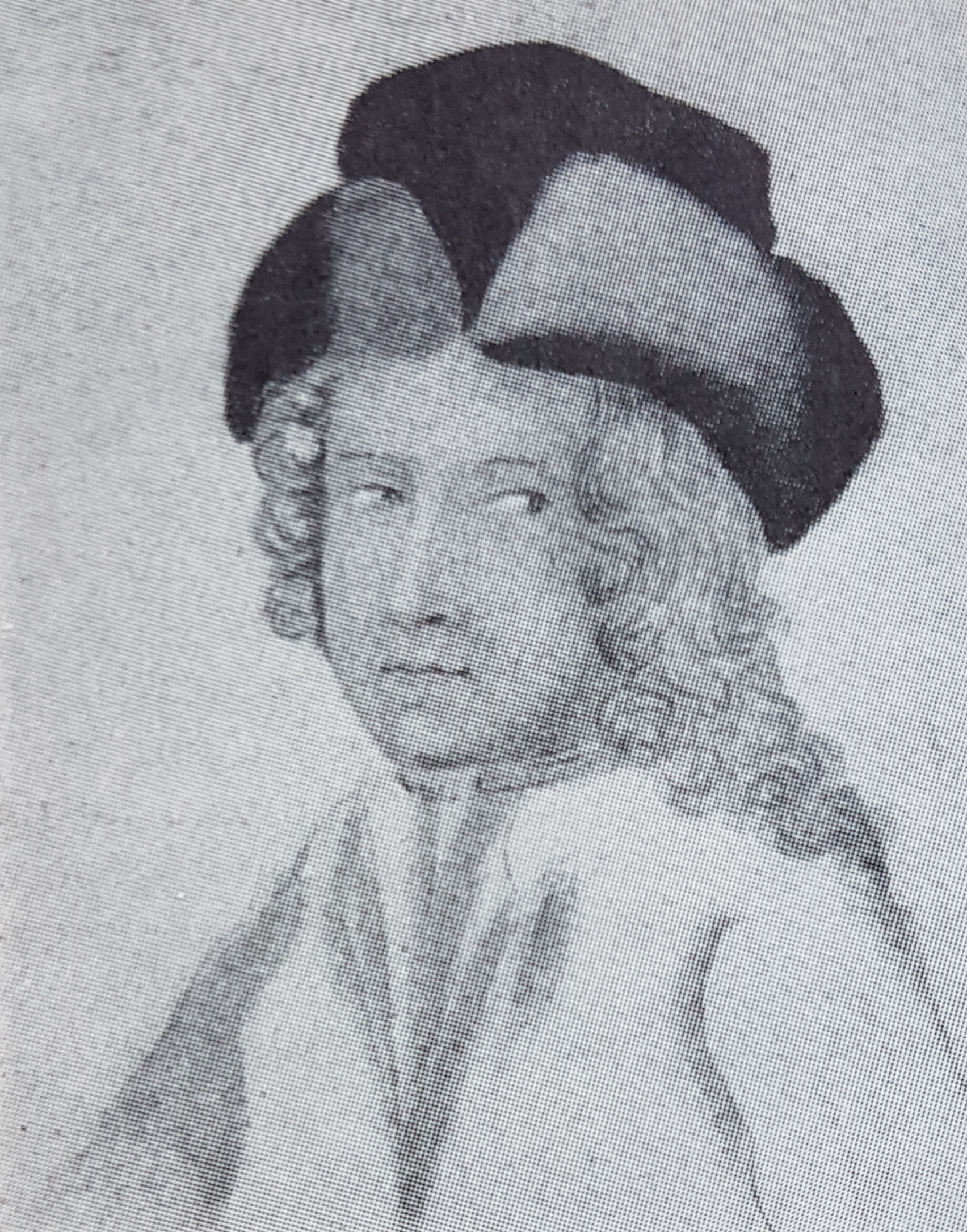
Johan Hofverberg, självporträtt.

Johan Hofverberg, född 30 augusti 1686 i Landskrona, död 16 juli 1763 i Barsebäcks socken, var en svensk präst, tecknare och grafiker.
Han var son till kyrkoherden i Malmö Johannes Hofverberg och Rachel Petræa samt från 1714 gift med Katarina Holst. Hofverberg blev student vid Lunds universitet 1704 men ägnade sig förutom studierna åt musik och teckning. Han blev kyrkoherde i Barsebäck 1714 och prost i Harjagers härad 1735. Bland hans bevarade teckningar finns ett litet häfte med titeln Icones variarum rerum som innehåller ett flertal teckningar samt ett förmodat självporträtt. Flera av teckningarna har blivit färglagda och det finns även ett gravyrstick föreställande Venus i sin char. Sticket tyder på att Hofverberg tagit del i någon form av tecknings- och grafikundervisning.